# Pierre de Caters
Baron Pierre de Caters, belgijski avanturist, dirkač in letalec, * 25. december 1875, Berchem, Belgija, † 21. marec, 1944, Pariz, Francija.
Pierre de Caters se je rodil 25. decembra 1875 v belgijskem mestu Berchem. Dirkati je začel v sezoni 1901, ko je na dirki Nica-Salon-Nica z dirkalnikom Mors Z osvojil peto mestom v dobri konkurenci. 25. maja 1904 je postavil kopenski hitrostni rekord z dirkalnikom  DMG Mercedes Simplex 90 je na razdalji enega kilometra postavil povprečno hitrost 156,50 km/h v belgijskem Ostendu. Po nekaj odstopih in slabših rezultatih, je na Dirki po Ardenih v sezoni 1905 osvojil šesto mesto v moštvu Daimler AG, na dirki Targa Florio v naslednji sezoni 1906 je bil peti, zdaj v moštvu Fabbrica Auto Itala, daleč najboljši rezultat pa je dosegel prav na svoji zadnji dirki kariere, Dirki po Ardenih v sezoni 1907, na kateri je ponovno za moštvo Daimler AG zmagal. Leta 1909 je postal prvi belgijski pilot, ki je dobil pilotsko licenco s strani belgijskega letalskega kluba. V prvi svetovni vojni je bil komandant letalske šole v Étampesu. Umrl je leta 1944 v Parizu.